# Liberation Music Orchestra (Album)
Liberation Music Orchestra ist ein 1970 erschienenes Jazz-Album von Charlie Haden, aufgenommen am 27., 28 & 29. April 1969. Es ist das erste Album seines Liberation Music Orchestra. „Die Musik dieser Platte“, so schrieb Haden in den Liner Notes „ist der Erschaffung einer besseren Welt gewidmet, einer Welt ohne Krieg und Totschlag, ohne Armut und Ausbeutung.“

## Konzeption des Albums
Charlie Haden erläuterte seine Motivation zu dem Album im Interview mit Ashley Kahn: „Ich war wirklich wie lange nicht zuvor über das erschüttert, was in Vietnam passierte. Als wir das Album planten, bombardierte Nixon gerade Kambodscha. Ich rief Carla Bley an und sagte ihr: Ich möchte eine Platte mit politischen Songs machen!“ Musikalisch wurde er inspiriert, als er Lieder aus dem Spanischen Bürgerkrieg hörte. Vier dieser Lieder sind auf dem Album enthalten: „Song of the United Front“ (deutsch: Einheitsfrontlied) von Hanns Eisler und Bertolt Brecht und die Trilogie „El Quinto Regimento“ („Das fünfte Regiment“), „Los Cuatro Generales“ („Die vier Generäle“) und „Viva la Quince Brigada“ („Es lebe die Fünfzehnte Brigade“), alte spanische Volkslieder, die im Bürgerkrieg neue Texte erhielten.
Das Album enthält außerdem Ornette Colemans „War Orphans“, das Haden mit Coleman schon 1967 gespielt hatte, drei Stücke von Carla Bley, die auch viele der Arrangements beigesteuert hat und zwei Stücke von Haden selbst, eins davon Che Guevara gewidmet, das andere inspiriert von der Democratic National Convention der Demokratischen Partei der USA im Jahr 1968, dort begannen Gegner des Vietnamkriegs, aus Protest das Lied We Shall Overcome (das letzte Stück auf dem Album) zu singen. Das Orchester versuchte, den Gesang mit den Stücken You're a Grand Old Flag und Happy Days Are Here Again zu übertönen. In Anlehnung an diesen Vorfall sind die Musiker im Stück „Circus '68 '69“ deshalb in zwei Gruppen unterteilt.
Letztlich ist die Palette der zur Umsetzung des Konzeptes verwendeten Ausdrucksmittel groß, „vom Eisler’schen Marschrhythmus, über Flamenco-Impressionen, lyrische Solo-Passagen wie im ausführlichen Bass-Intro von Song for Che bis hin zu Kollektivimprovisationen.“

## Wirkung

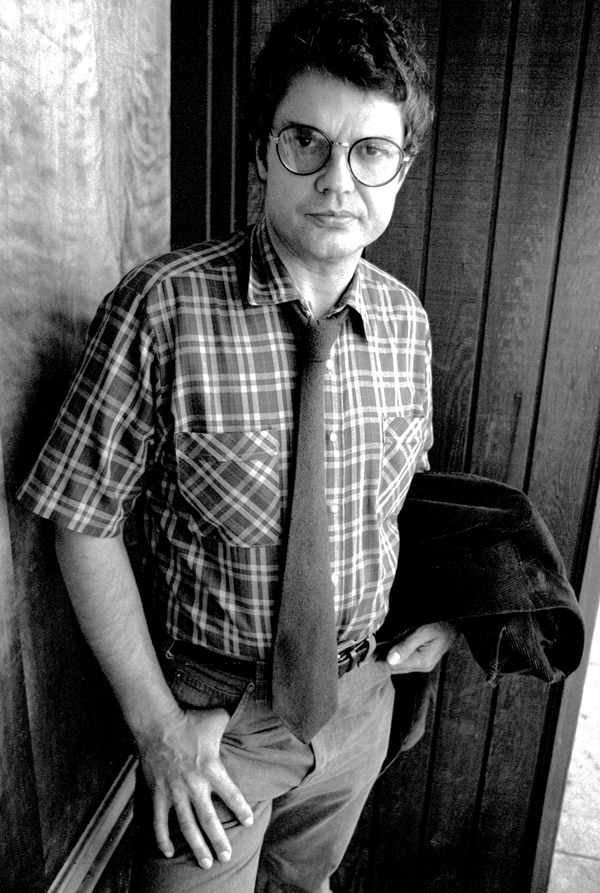
Charlie Haden (1981)

Im Rolling Stone wurde die Platte 1970 als „extrem dichte, bewegende, beeindruckende und wesentliche Aufnahme“ gefeiert.
Von der Jazz Times wurde das Album 2005 unter die wichtigsten Alben der letzten Jahrzehnte eingereiht. Auch Ralf Dombrowski hält das Album für einen „Meilenstein der Jazzgeschichte“ und stellt heraus, dass das Ensemble in seiner Spielhaltung „wild, engagiert und reflektiert zugleich“ wirkte, quasi als „eine konsequente Weiterführung des indifferenten Freiheitsgedankens des Jazz der frühen Sechziger.“ Die Musikzeitschrift Jazzwise nahm das Album in die Liste The 100 Jazz Albums That Shook the World auf; Keith Shadwick schrieb dazu:
„Die 1960er Jahre waren das Jahrzehnt, in dem Orthodoxie umgekehrt wurde, mit Charlie Hadens Debütalbum am Ende der Dekade war dies eine der ausdrücklichsten Bekundungen der linksgerichteten Stimmungen, die in der gesamten Jazzwelt zu finden sind.“
Das Magazin Rolling Stone  wählte das Album 2013 in seiner Liste Die 100 besten Jazz-Alben auf Platz 26.

## Titelliste
1. The Introduction (Bley) – 1:15
2. Song of the United Front (Brecht–Eisler) – 1:52
3. El Quinto Regimento (trad., arr. Bley)
 Los Cuatro Generales  (trad., arr. Bley)
Viva la Quince Brigada (trad., Text Bart Van Derschelling) – 20:58
4. The Ending to the First Side (Bley) – 2:07
5. Song for Ché (Haden) – 9:29
6. War Orphans (Coleman) – 6:42
7. The Interlude (Drinking Music) (Bley) – 1:24
8. Circus '68 '69 (Haden) – 6:10
9. We Shall Overcome (Horton–Hamilton–Caravan–Seeger) – 1:19